# Tania Doko
Tania Doko, egentligen Tania Emilia Dokolari, född 7 maj 1974 i Melbourne i Australien, är en australisk popsångerska. 
Doko, som är av albanskt ursprung, var sångerska i Melbournegruppen Bachelor Girl, som existerade åren 1992–2003. Hon sjöng ursprungligen rhythm and blues på en bar där hon upptäcktes av en skivproducent, James Roche, som erbjöd henne att göra vokalinslag på en produktion, som han höll på med. 
Tania Doko har avlagt examen som Bachelor of Arts i psykologi och kriminologi.